# کارلوس ویلسون
کارلوس ویلسون (انگلیسی: Carlos Wilson; ۱۴ اوت ۱۹۱۲ – ۲۶ فوریهٔ ۱۹۹۶) بازیکن فوتبال اهل آرژانتین بود.
از باشگاه‌هایی که در آن بازی کرده‌است می‌توان به باشگاه ورزشی سن لورنسو آلماگرو اشاره کرد.
وی همچنین در تیم ملی فوتبال آرژانتین بازی کرده‌است.